# ظهیر احمد صدیقی
ظهیر احمد صدیقی (درگذشته ۲۶ دی ۱۳۹۷) پژوهشگر پاکستانیِ ادبیات فارسی و استاد دانشگاه جی‌سی لاهور بود. او برای نگارش گنجینه معانی: مطالب اخلاقی و حکمی در ادبیات فارسی که رسالهٔ دکتری‌اش در دانشگاه پنجاب است برگزیدهٔ اولین دورهٔ جشنوارهٔ بین‌المللی فارابی شد.